# Gryllacris malayana
Gryllacris malayana är en insektsart som beskrevs av Fritze 1908. Gryllacris malayana ingår i släktet Gryllacris och familjen Gryllacrididae. Inga underarter finns listade i Catalogue of Life.